# Karta konwencyjna
Karta Konwencyjna jest to dokument zawierający zarys systemu licytacyjnego stosowanego przez daną parę podczas zawodów brydżowych.
Zawiera opis konwencji oraz sygnałów wistowych. Celem karty konwencyjnej jest przedstawienie systemu przeciwnikom.
Karty konwencyjne można podzielić ze względu na ich szczegółowość:
- Minikarta konwencyjna – zawiera najmniej szczegółów. Zazwyczaj mieści się na połowie strony A4. Ogranicza się do otwarć, wistów, zrzutek oraz podania, do jakiej klasy systemów licytacyjnych należy dany system.
- Standardowa karta konwencyjna
- Rozszerzona karta konwencyjna (wzoru EBL)

Ponadto kartę konwencyjną uzupełnia się czasem tzw. "opisem systemu", czyli od kilku- do kilkudziesięcostronicowym dokumentem zawierającym opis większości skomplikowanych sekwencji licytacyjnych danej pary. Opis systemu stosuje się zwłaszcza w przypadku używania tzw. "systemów wysoce sztucznych".
W internecie można odnaleźć wiele darmowych programów, które pomagają tworzyć, przechowywać oraz drukować karty konwencyjne.